# Horsaryd
Horsaryd är en bebyggelse i Asarums socken i Karlshamns kommun i Blekinge län. Horsaryd klassades av SCB före 2015 som en småort för att därefter räknas som en del av tätorten Stilleryd.
Mellersta Blekinge järnväg hade en järnvägsstation i orten.